# Chichihuacuauhco
Dans la mythologie aztèque, le Chichihuacuauhco (en nahuatl de « chīchi » (têter), « chīchīhuah » (nourrice qui allaite), « cuahuitl » (bois, arbre) ou par extension « arbre qui allaite », « lieu de l'arbre nourrice ») est le séjour temporaire des nouveau-nés morts et des enfants qui n'ont pas pu se débrouiller seuls.
En ce lieu, les nourrissons s'alimentent sur des arbres aux seins féminins qui produisent une grande quantité de lait dans le but de se préparer à leur retour sur terre, afin d'obtenir une seconde chance. Ce lieu est parfois placé dans le Tlalocan.
Bernardino de Sahagun le décrit dans ses premières mémoires, la première partie de son travail sur la documentation de la société Nahua.